# Nanohyla
Nanohyla é um género de anfíbios da família Microhylidae. Está distribuído por Vietname, Laos, Cambodja, Tailândia, Malásia, Bornéu e Filipinas.

## Espécies
- Nanohyla annamensis (Smith, 1923)
- Nanohyla annectens (Boulenger, 1900)
- Nanohyla arboricola (Poyarkov, Vassilieva, Orlov, Galoyan, Tran, Le, Kretova, and Geissler, 2014)
- Nanohyla hongiaoensis (Hoang, Luong, Nguyen, Orlov, Chen, Wang, and Jiang, 2020)
- Nanohyla marmorata (Bain and Nguyen, 2004)
- Nanohyla nanapollexa (Bain and Nguyen, 2004)
- Nanohyla perparva (Inger and Frogner, 1979)
- Nanohyla petrigena (Inger and Frogner, 1979)
- Nanohyla pulchella (Poyarkov, Vassilieva, Orlov, Galoyan, Tran, Le, Kretova, and Geissler, 2014)